# ティレル・P34
ティレルP34（Tyrrell P34）は、ティレルが開発し1976年と1977年のF1世界選手権参戦に用いた6輪のフォーミュラ1カーで、デレック・ガードナーが設計した。1976年の第4戦から、1977年の最終戦まで実戦投入された。

## F1史上初の6輪車

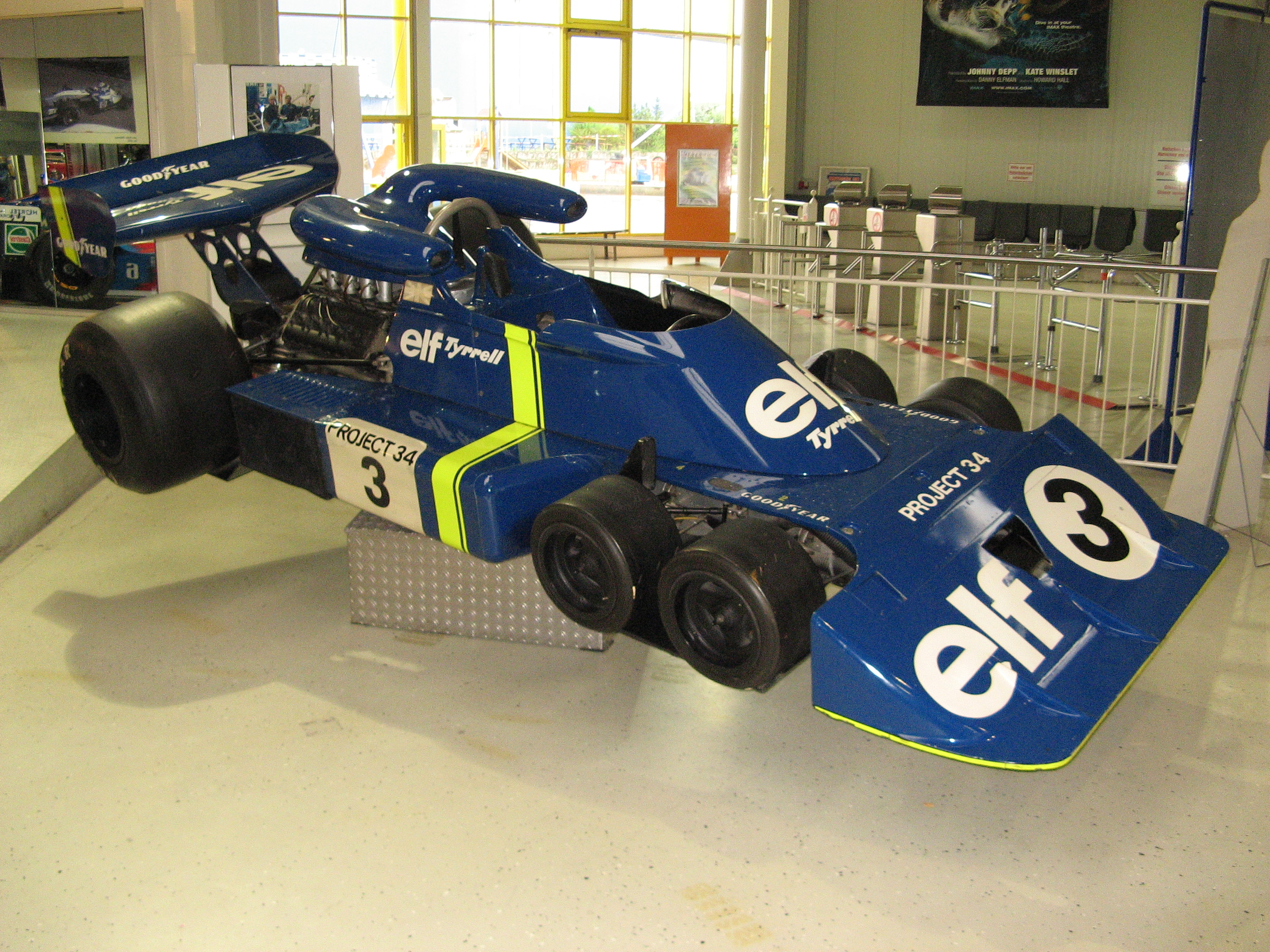
ティレルP34プロトタイプ

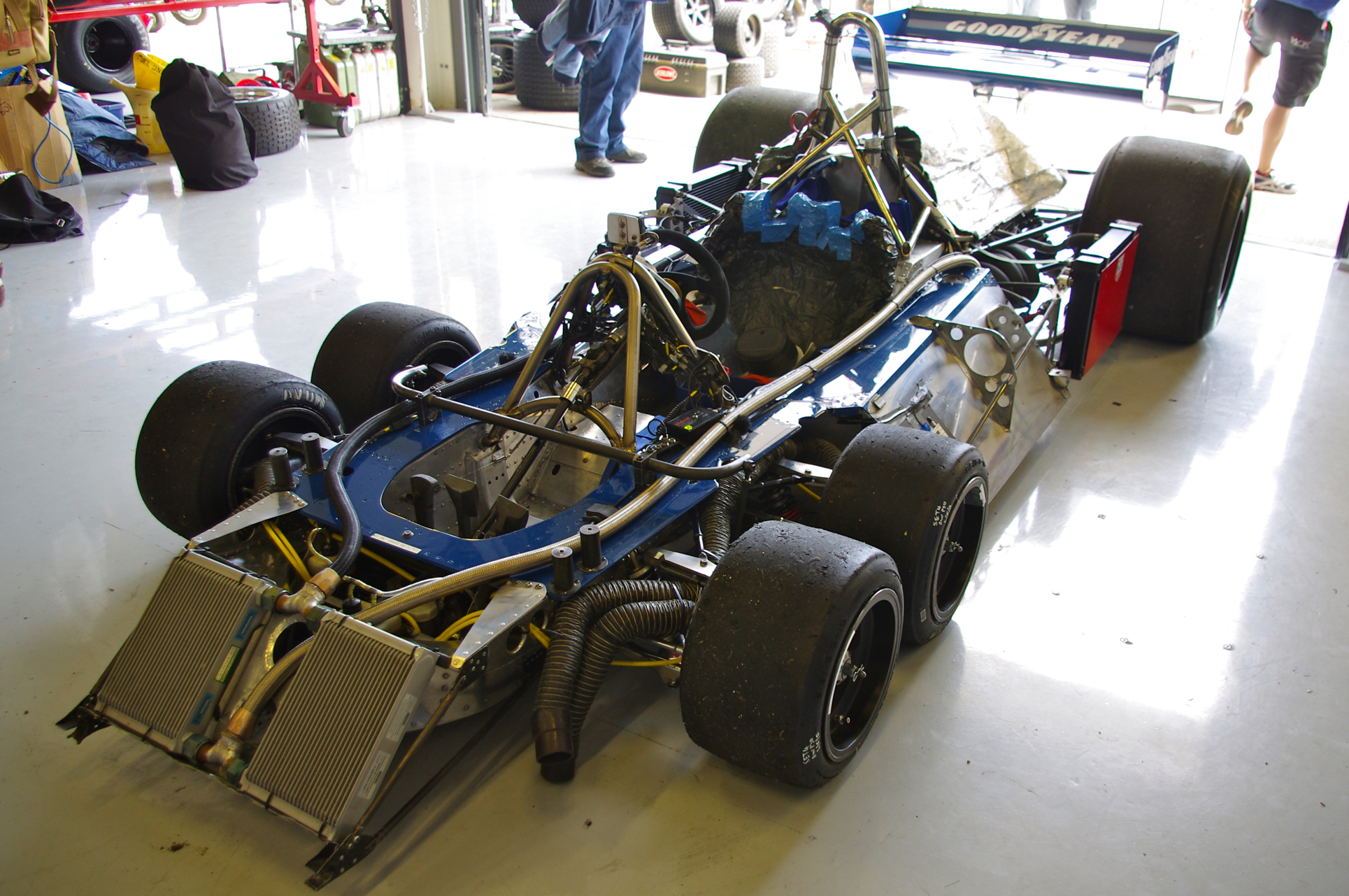
カウルを外すと特殊な構造が良く分かる

### 経緯
このプロジェクトは1974年8月に開始され、翌1975年8月1日に設計図面が完成、同月中旬から3週間かけてプロトタイプが製作され、9月22日にプレス発表された。デザイナーであるデレック・ガードナーは、当時スクーデリア・フェラーリ等のメーカー系チーム以外の主流であったフォード・コスワース・DFVを使用するチームの中で、競争力を確保するため空気抵抗の減少によるトップスピードの向上を目的に考案した。
空気抵抗発生要素の一つであるフロントタイヤを小径にし、スポーツカーノーズの陰に収めるレイアウトを採用。小径タイヤによるタイヤ接地面積とブレーキ性能の減少に対しては、フロント4輪にすることで補った。
シャシー名称はティレルの中では例外的に、開発室のナンバー由来の「PROJECT/34」から命名され、従来の「001」から順に「007」の次の番号を割り当てる方式は採用されていない。
ロンドン・ヒースロー空港ホテルでの発表時、内容が明らかでなかったため、仏ルノーエンジンやスーパーチャージャー付きエンジン搭載、オートマチックミッション採用の発表ではないか、との噂が記者の間で流れていたが、ケン・ティレルによってそれらの予想はすべて外れていると発表された。会場に用意されたプロトタイプにはベールが掛けられ、マシンを組み立てたメカニック、ローランド・ロウ、ニール・トランドルの2人によってリアから剥がされた。DFVエンジンを含む007とほぼ変わらない車体の後半が現れる。更にベールが剥がされ、コクピットのすぐ近くに小さなフロントタイヤが、更に進むともう一組の前輪が現れ、前4輪であることがわかると、記者たちは驚きに包まれた。一人の記者が驚きのあまり笑ったのをきっかけに、会場は止むことの無いどよめきに変わったという。
P34のマシン開発ドライバーは、主にパトリック・デパイユが務めた。
後輪は通常のサイズのため、結果的に前影投影面積については大きな減少はなく、当初期待された前輪の小型化による空気抵抗低減とトップスピードの向上については1976年シーズンに於いては期待通りとは言えなかった。しかし前4輪化で得られるブレーキ性能向上及びフロントタイヤの接地面積向上によりブレーキングポイントを奥深く取ることが可能になる等、実戦において競争力につながるメリットを得ることができ、1977年シーズンも継続して開発・使用することになった。

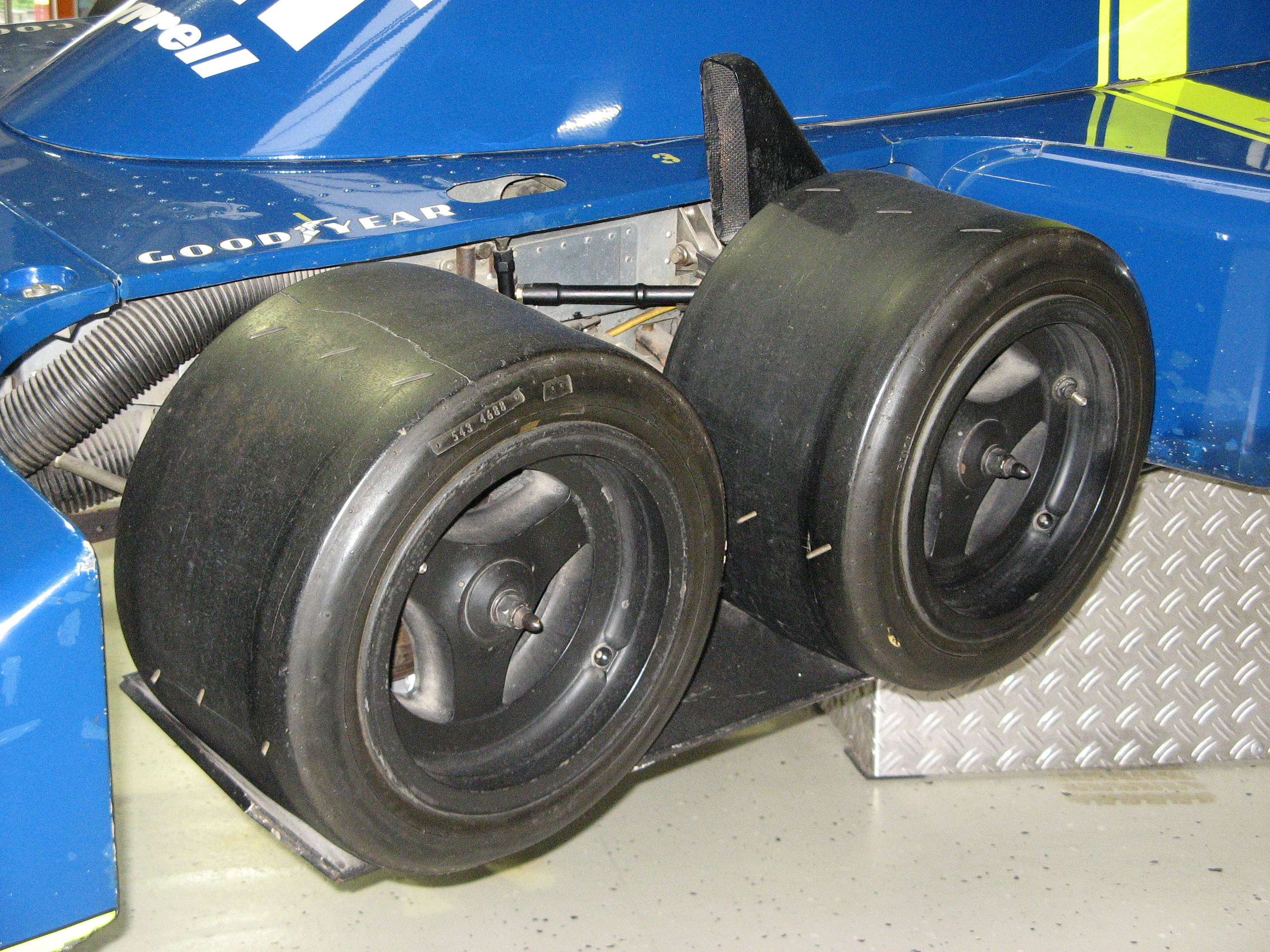
ティレルP34の前輪

### 1976年
1975年後半から1976年前半にデパイユを中心にテスト走行を実施。プロトタイプP34によるテストの結果、6輪車のメリットを見出し実践投入に向けて新しいシャシーを製作する決断をした。
プロトタイプP34はティレル・007をベースに製造した実験車両であった為、燃料タンクの拡大など実戦に向けた現実的な変更も必要であった。新たなシャシーはトライアングルモノコックを採用し、プロトタイプでのテストで途中から追加されたフロントタイヤの挙動確認のためのサイドミラー下の小窓や、シフトチェンジの際の当たりを逃すバルジを追加したセンターカウル、前後タイヤ間には整流効果を狙ったサイドポンツーンの装着、2箇所のブレーキ冷却用NACAダクトを有するノーズなど新しいカウリング、フロントブレーキディスクのベンチレーテッド化、冷却系の性能向上など実戦を見据えた新シャシーP34/2を製作しテストを開始。
その後シーズン途中より改定されたレギュレーションに対応したインダクションポッドの対策などを行い、第4戦スペインGPにデパイユのドライブでP34/2の1台のみ出場。初戦にもかかわらず、予選3位を獲得。従来の4輪マシン、ティレル・007をドライブするジョディー・シェクターに1秒以上の差をつけた。決勝でもブレーキトラブルでクラッシュするまで3位を走行する。翌第5戦ベルギーGPからシェクター用のP34/3を投入し、2台エントリーとなり参戦2戦目でシェクターが4位入賞。続く第6戦モナコGPでは2・3位、続く第7戦スウェーデンGPにおいてデビュー4戦目にしてポールポジション獲得（シェクター）と決勝においてシェクターが優勝、デパイユが2位入賞とワンツーフィニッシュを飾る。
その後もフロントブレーキ冷却方法やカウリング、冷却系レイアウトの変更など様々な改良を加えP34/2、P34/3、P34/4の3台（P34/3はオーストリアGPでのクラッシュ後改修されP34/3-2となる）が参戦。このシーズンはドライバーズ・チャンピオンシップ3位（シェクター）4位（デパイユ）、コンストラクターズ・チャンピオンシップ3位に加え、ポールポジション1回、ファステストラップ2回獲得など好成績を残した。最終戦の富士では、雨の中デパイユが一時トップを走行。バーストしたタイヤ交換のためピットストップし順位を下げたが挽回し2位でフィニッシュした。また、このレースではチーム名・ドライバー名のひらがなによる日本語表記も注目された。
シェクターはP34について、007との同時走行テストに於いてP34が速かったものの、リアトレッドやウイングセッティングの違いなどから、ストレートスピード向上の点には懐疑的であった。しかしハンドリングについては「とてもコントローラブルだった。ストレートでも意図的に4輪ドリフトできるほどで、完全にコントロールすることができる楽しいクルマだった」と語っている。
また「よく壊れた。フロントサスペンションは剛性不足で、サス全体が曲がったり、しなったりの連続で走行ごとにキャンバー修正を強いられた」「コーナーでターンイン開始と同時に、あの小さな前輪ホイールがバタバタと上下動してしまうのでブレーキングを緩めないとタイヤにすぐフラットスポットが出来てしまう。それがP34最大の問題だった」「P34は絶えずどこかが壊れたり、歪んだりしていた。特にリヤサスペンション周辺が多かったと思う。ティレルのファクトリーに出向いて『怖くてもうこのクルマは乗れない。始終壊れてばかりだ』と首脳陣に伝えたこともあった。フロントのキャンバーが絶えず変わってしまうような剛性不足だったのに、チームは走るたびに調整するだけで、補強などの根本的対策は何もしなかった」と当時を語っている。

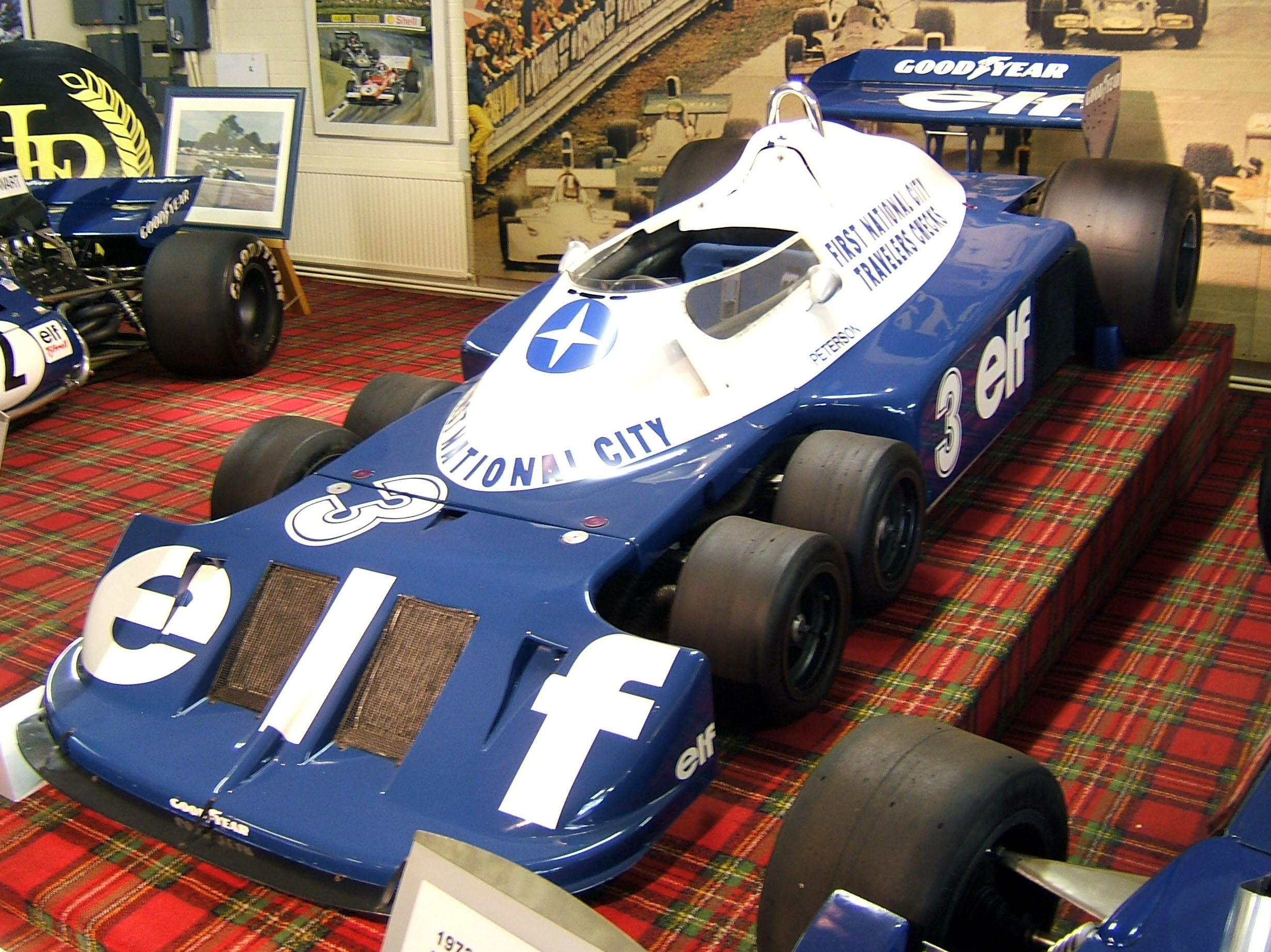
ドニントン・グランプリコレクションに展示されていたP34/2（現在はピエルルイジ・マルティニ所有）

### 1977年
チームはシーズンオフに前年期待通りの結果が得られなかったトップスピード向上のため、エンジンまで覆うスムーズなカウルを開発し1976年のシャシーに改良を加え装着。シェクターに代わりマーチより移籍したピーターソンを加えプレシーズンテストを開始する。期待されたトップスピードの向上も達成され、シーズン序盤の予選時ではデパイユがまずますの成績を収めたものの、ピーターソンは6輪車のドライブに馴染めなかった為か中団に埋もれる。
また、決勝に於いては第3戦南アフリカGPでのデパイユ（3位）以降、第7戦ベルギーGPのピーターソン（3位）まで表彰台に登ることはなく、期待を大きく裏切る結果に終わる。
1977年シーズンでは、前年使用したP34/2、P34/3-2、P34/4の他、南アフリカGPより新シャシーP34/5を投入、その後P34/7まで6台のシャシ―で参戦した。
新シャシーはモノコックの軽量化を図るなど改良が施されたが基本的な構成は前年と同様であるため開発範囲の余地も少なく、新カウルによる重量増加や後述するタイヤ問題などが発生し、他チームが競争力を上げていく中、次第に戦績は低迷する。
前半戦だけでも改良は多岐にわたり、第5戦スペインGPでの前年型カウリングの採用や、リアウイングをはじめとするカール・ケンプの解析結果による様々な対策も講じられたが状況は思ったように改善されなかった。
このシーズンにおいてグッドイヤーがシーズン中盤より新たに参入してきたミシュランとの競争を意識しタイヤ開発のスピードを上げたが、ティレルを除く通常の4輪タイヤ開発が中心であり、P34専用の小径タイヤ開発に注力することが難しくなった。専用フロントタイヤの開発にはタイヤメーカーとの連携が不可欠であり、開発が進むリアタイヤと開発が進まないフロントタイヤとのグリップバランスに苦しみ、後半戦の大幅な改造に繋がる。
第9戦フランスGPから、前輪のグリップを改善させるためにフロントトレッドのワイド化、更にデパイユ車はオイルクーラーをリヤからフロントノーズ先端に移動しフロント加重の増加によるハンドリングの改善を狙ったマシンを投入（ピーターソン車は第12戦オーストリアGPより）。フロントタイヤをノーズの外側まで広げたことで開発当初の目的であった空気抵抗の減少を犠牲にする改良を施すほど、タイヤのグリップバランスには最後まで苦しんだ。
この頃、デザイナーのガードナーのチーム離脱が決定。シーズン後半は成績も多少好転（アメリカ東GP FL/ピーターソン・カナダGP2位/デパイユ・日本GP3位/デパイユ）したが、1977年シーズンをもってP34は実戦使用されなくなった。

## スペック
- シャーシ （1976年仕様）
  - 形状：軽合金モノコック
  - 全長：4,318mm
  - 全高：990mm
  - 第1ホイールベース：2,453mm
  - 第2ホイールベース：1,993mm
  - 前トレッド：1,260mm （前後とも）
  - 後トレッド：1,470mm
  - サスペンション：フロント4輪独立/リア 4リンク式 ダンパー コニ・スペシャルダンパー
  - ステアリング：ラック&ピニオン
  - ブレーキ：APレーシング（ロッキード）製 （ディスク フロント8インチ/リア10.5インチ）
  - ギアボックス：ヒューランド FG400
  - クラッチ：ボーグ&ベック 乾式
  - クーリング：サーク製 ラジエーター&オイルクーラー
  - タイヤ：グッドイヤー製 前4輪10インチ特製/リア13インチ
- エンジン
  - 名称：フォード・コスワースDFV
  - 気筒数・角度：V型8気筒・90度
  - 排気量：2,993cc
  - 燃料・潤滑油：エルフ

## 影響

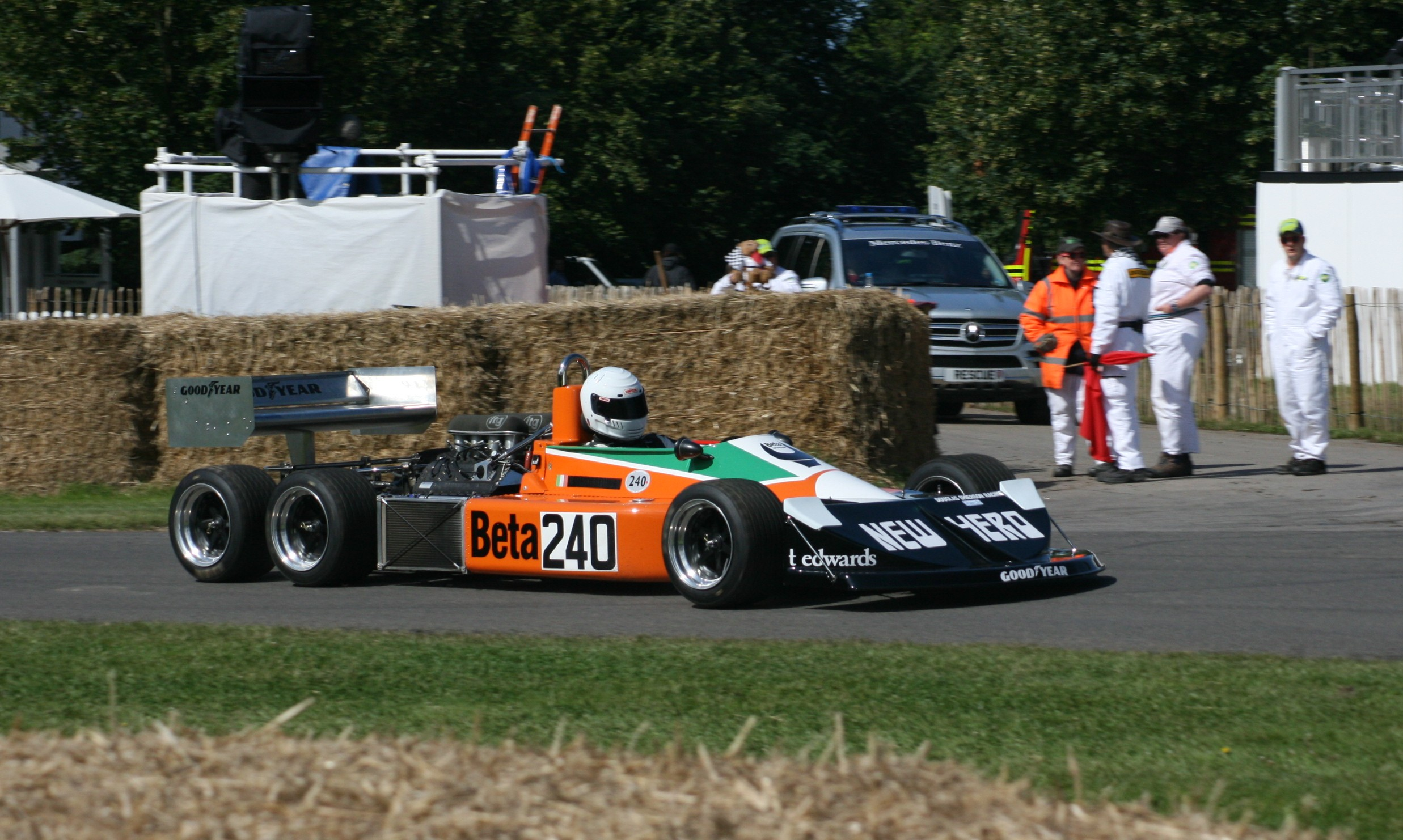
前2輪＋後4輪設計のマーチ・2-4-0

他チームでも、リアタイヤをフロントタイヤと同サイズのものに変更し装着することで、駆動輪の接地面積の増大と空気抵抗の減少を狙った方式を採った6輪車が、複数テストされた。1977年には駆動輪を1軸のままタイヤを並列配置にしたフェラーリ（312T2を改造）、駆動輪を2軸にしたマーチ (2-4-0) 、1981年末から1982年にウィリアムズ (FW07D, FW08B) が開発を行ったが、いずれも実戦には登場しなかった。ウィリアムズは実戦使用を目指してテストを行っていたが、1983年の車両規定改正で「車輪は4輪まで」と明文化され、6輪車は禁止された。
しかし他に例を見ない設計であることや、関連商品も多く発売されたため、F1マシンとしての知名度は高く、1991年のフジテレビF1中継のオープニングでもティレル・P34が紹介されている。

## 記録

### 1976年
| 年   | マシン | No. | ドライバー             | 1            | 2              | 3                  | 4            | 5            | 6          | 7                | 8            | 9            | 10         | 11               | 12           | 13           | 14         | 15                 | 16       | ポイント | ランキング |
| ---- | ------ | --- | ---------------------- | ------------ | -------------- | ------------------ | ------------ | ------------ | ---------- | ---------------- | ------------ | ------------ | ---------- | ---------------- | ------------ | ------------ | ---------- | ------------------ | -------- | -------- | ---------- |
| 1976 | P34    |     |                        | ブラジルの旗 | 南アフリカの旗 | アメリカ合衆国の旗 | スペインの旗 | ベルギーの旗 | モナコの旗 | スウェーデンの旗 | フランスの旗 | イギリスの旗 | ドイツの旗 | オーストリアの旗 | オランダの旗 | イタリアの旗 | カナダの旗 | アメリカ合衆国の旗 | 日本の旗 | 71       | 3位        |
| 1976 | P34    | 3   | ジョディー・シェクター | 5            | 4              | Ret                | Ret          | 4            | 2          | 1                | 6            | 2            | 2          | Ret              | 5            | 5            | 4          | 2                  | Ret      | 71       | 3位        |
| 1976 | P34    | 4   | パトリック・デパイユ   | 2            | 9              | 3                  | Ret          | Ret          | 3          | 2                | 2            | Ret          | Ret        | Ret              | 7            | 6            | 2          | Ret                | 2        | 71       | 3位        |

- 太字はポールポジション、斜字はファステストラップ。
- 1976年シーズン、デパイユは第4戦から、シェクターは第5戦からP34で決勝出場。

### 1977年
| 年   | マシン | No. | ドライバー           | 1                | 2            | 3              | 4                  | 5            | 6          | 7            | 8                | 9            | 10           | 11         | 12               | 13           | 14           | 15                 | 16         | 17       | ポイント | ランキング |
| ---- | ------ | --- | -------------------- | ---------------- | ------------ | -------------- | ------------------ | ------------ | ---------- | ------------ | ---------------- | ------------ | ------------ | ---------- | ---------------- | ------------ | ------------ | ------------------ | ---------- | -------- | -------- | ---------- |
| 1977 | P34    |     |                      | アルゼンチンの旗 | ブラジルの旗 | 南アフリカの旗 | アメリカ合衆国の旗 | スペインの旗 | モナコの旗 | ベルギーの旗 | スウェーデンの旗 | フランスの旗 | イギリスの旗 | ドイツの旗 | オーストリアの旗 | オランダの旗 | イタリアの旗 | アメリカ合衆国の旗 | カナダの旗 | 日本の旗 | 27       | 4位        |
| 1977 | P34    | 3   | ロニー・ピーターソン | Ret              | Ret          | Ret            | Ret                | 8            | Ret        | 3            | Ret              | 12           | Ret          | 9          | 5                | Ret          | 6            | 16                 | Ret        | Ret      | 27       | 4位        |
| 1977 | P34    | 4   | パトリック・デパイユ | Ret              | Ret          | 3              | 4                  | Ret          | Ret        | 8            | 4                | Ret          | Ret          | Ret        | 13               | Ret          | Ret          | 14                 | 2          | 3        | 27       | 4位        |

- 斜字はファステストラップ。

## ロイヤルティー
当時、日本ではいち早く田宮模型からスケールモデル（1/20、1/12）やラジコン（1/10）が発売された。商品名は「タイレルP34シックスホイーラー」。模型化の際にチーム側にロイヤルティーを支払うようになったのは、このモデルが最初である。現在タミヤの本社ビル内には、P34が1台展示されている。

## 現存する車両
P34/2
1977年にコジマエンジニアリングが研究用として購入。その後ドニントン・グランプリ・コレクションに保存。ロジャー・ウィルズレーシングのニュージーランド人オーナー、ロジャー・ウィルズのドライビングでシルバーストン・クラシックやグッドウッド・フェスティバル・オブ・スピード（FoS）などのヒストリックレースイベントに出場。また、2013年の映画「ラッシュ/プライドと友情」では1976年風のカウリングを装着し、No.4のカラーリングで出演した。
2018年11月、ドニントン・グランプリ・コレクション閉館に伴い、現在はピエルルイジ・マルティニがオーナーとなる。当初フルカウル、フロントオイルクーラーなど1977年仕様に近い状態であったが、オイルクーラー移設をはじめ、カウリングやフロントスタビライザー位置変更など1976年に準じた仕様に変更している。
ヒストリック・ミナルディ・ディで実走した。
P34/3-2
タミヤが所有し、1976年カラーリング、モックアップエンジンに変更されて本社（静岡市）で展示されている。タミヤ・モデラーズギャラリー（2017年）、鈴鹿サウンドオブエンジン（2019年）で公開展示された。TAMIYA PLAMODEL FACTORY TOKYO 1周年企画として、2025年5月27日～同年6月30日まで同店で公開展示中。(8月25日までに変更)
P34/4
1977年ブラジルGPでのクラッシュ後、カールケンプの実験シャシとして使用された後、暫くティレルのファクトリーで保管されたが1990年代前半にランザンテ・モータースポーツの設立者ポール・ランザンテが購入しアメリカに渡り、1992年ヒストリック・レーシングカーの愛好実業家トビー・ビーンに売却。1995年RMモータースポーツのバド・ベネットリビルド。その後メキシコのモータースポーツ愛好家ロドルフォ・ジュンコに売却した。 その後、モントレー・ヒストリック・オートモービル・レース（ラグナ・セカで開催）において、2008年ロドルフォの息子ルディのドライブによってGroup 6B優勝を果たした。さらに2年後の2010年8月開催のロレックス・モントレー・モータースポーツ・レユニオンにクレイグ・ベネットのドライブで出場。その後、ジョディ・シェクターがコレクションとして所有したが、2023年RMサザビーズオークション「MONACO 2024」に出品され落札された。（シャシープレートが無く、スペアパーツや新造パーツで作られたためP34/8と呼ばれる場合もある。）
P34/5
暫くの間イタリア人ピエトロ・ラッティが所有し、ムジェロ・ヒストリック・フェスティバルなどのイベントに、マウロ・パネのドライブで参加。その後、2017年にピエルルイジ・マルティニに譲渡。ヒストリック・ミナルディ・ディや鈴鹿サウンドオブエンジンなどでデモンストレーション走行をしている。77年後半の仕様だが、ナロートレッドに改修されている。
P34/6
ドイツ人コレクター所有の後、1997年12月、サイモン・ブルが購入し、1999年、マーティン・ストレットンのドライブで国際自動車連盟（FIA）サラブレッド・グランプリ選手権（TGP）に出場。2000年にはシリーズチャンピオンを獲得する。映画「RUSH」では1976年風カウルを装着しNo.3のカラーリングで登場。その後リシャール・ミルが所有し、2017年2月にはパリで開催されたレトロモービルに1977年のELF/FNCBのカラーリングに変更され展示されている。
P34/7
原田コレクション（河口湖自動車博物館）で展示、過去にはイベント走行も行なっていた。
1977年中盤に実戦投入されたショートカウル仕様をベースに1976年カラーリングが施されているが、ロングホイールベース仕様である。

## リバース・エンジニアリング
アメリカのJ・ホルツマンは、ティレル家の許諾と応援により設計図を入手し、2018年からCGAレースエンジニアリングにP34の新造を委託。新造にあたっては、資料写真や許可を得たうえで現存するP34を分解し部品をスキャン。また、タミヤの1/12スケールモデルを参考にして、2020年にP34を完成させた。